# Pereira (Montemor-o-Velho)
Pereira is een plaats (freguesia) in de Portugese gemeente Montemor-o-Velho en telt 2241 inwoners (2001).